# Philippa Basset
Philippa Basset, Countess of Warwick († vor 29. November 1265) war eine englische Adlige.

## Herkunft und Ehe mit dem Earl of Warwick
Philippa Basset entstammte der anglonormannischen Familie Basset. Sie war die älteste von drei Töchtern des Adligen Thomas Basset, Lord of Headington. Als ihr Vater 1220 ohne männliche Nachkommen starb, wurde sie mit ihren beiden Schwestern Erbin seiner Besitzungen, die Colyton und Whitford in Devon sowie Headington in Oxfordshire umfassten. Philippa erhielt von dem Erbe Headington. Ihr Vater hatte 1205 für 500 Mark die Vormundschaft für den minderjährigen Henry de Beaumont, den Erben von Waleran de Beaumont, 4. Earl of Warwick erworben. Nachdem dessen erste Frau Margery de Oilly gestorben war, heiratete er vor 1220 Philippa. Die Heirat mit der Tochter eines kleinen Ritters war für den Earl of Warwick keine gute Verbindung, und als Beaumont bereits am 10. Oktober 1229 starb, stand Philippa lebenslang ein Drittel der Besitzungen ihres Mannes als Wittum zu. Dies schmälerte die Einkünfte und damit die Macht der Earls of Warwick erheblich, was zu Streitereien mit ihrem Stiefsohn, Thomas de Beaumont, 6. Earl of Warwick, führte, nachdem dieser volljährig geworden war.

## Ehe mit Richard Siward
Philippa zahlte dem König 100 Mark, um selbst über ihre nächste Ehe bestimmen zu können, doch bereits am 4. November 1229 heiratete sie, vermutlich auf Drängen ihres Cousins Gilbert Basset, den Ritter Sir Richard Siward. Siward war ein Gefolgsmann von William Marshal, 2. Earl of Pembroke, und 1233 unterstützten er und Gilbert Basset die Rebellion von Marshals Bruder Richard Marshal. Siward unternahm eine Reihe von Raubzügen, und im Januar 1234 beschlagnahmte der Sheriff von Oxfordshire Philippas Güter in Headington, um dort Baumaterial für das von Siward niedergebrannte Gut von Beckley zu holen, einem Besitz von Richard von Cornwall. Dennoch erhielt Philippa freies Geleit, um während der Rebellion zu ihrem Mann in die Welsh Marches zu reisen.
Nach dem Scheitern der Rebellion wurde Siward, der als Kriegsheld galt, vom König begnadigt und in dessen Hofstaat aufgenommen. Nachdem ihr Cousin Gilbert 1241 gestorben war, ließ Philippa 1242 ihre Ehe mit Siward jedoch annullieren, vielleicht, weil die Ehe zwangsweise geschlossen worden war. Mit Siward vereinbarte sie eine gleichmäßige Aufteilung ihrer beweglichen Habe, dennoch kam es vor allem wegen seiner Schulden zum Streit. Schließlich zahlte sie Siward am 19. September 1242 £ 75, mit denen sie jedoch zunächst seine Schulden beglich.

## Späteres Leben und Tod
Bis zu ihrem Tod verwaltete Philippa ihre Besitzungen, die sie auch vor Gericht gegen Ansprüche Anderer verteidigte. Sie blieb nach der Aufhebung ihrer zweiten Ehe unverheiratet und starb kurz vor dem 29. November 1265. Sie wurde in Bicester Priory in Oxfordshire, das von ihrem Cousin Gilbert Basset gegründet worden war, begraben.
Ihre Ehe mit Henry de Beaumont war kinderlos geblieben. Aus ihrer Ehe mit Richard Siward hatte sie vermutlich einen Sohn, Richard, der nach Siwards Tod um 1248 auf dessen Gütern in Schottland aufwuchs. Ihr Wittum fiel nach ihrem Tod an den Earl of Warwick zurück, Headington sowie ihren sonstiger Besitz erbten John Bisset, der Mann ihrer Schwester Alice, und deren Töchter.